# Hrabstwo Lincoln (Karolina Północna)
Hrabstwo Lincoln (ang. Lincoln County) – hrabstwo w stanie Karolina Północna w Stanach Zjednoczonych.

## Geografia
Według spisu z 2000 roku obszar całkowity hrabstwa obejmuje powierzchnię 307 mil2 (795,13 km²), z czego 299 mil2 (774,41 km²) stanowią lądy, a 8 mil2 (20,72 km²) stanowią wody. Według szacunków United States Census Bureau w roku 2012 miało 79 313 mieszkańców. Jego siedzibą administracyjną jest Lincolnton.

### Miasta
- Lincolnton

### CDP
- Denver
- Lowesville
- Westport